# 헝가리 제1공화국
헝가리 인민공화국(헝가리어: Magyar Népköztársaság 머저르 네프쾨스타르셔샤그[*]) 또는 헝가리 제1공화국(헝가리어: Első Magyar Köztársaság 엘쇠 머저르 쾨스타르셔샤그[*])은 1918년 10월 31일부터 1919년 3월 21일까지 헝가리에 존재했던 공화국이다.
1918년 10월 31일 부다페스트에서 일어난 혁명을 계기로 수립되었으며 제1차 세계 대전의 종전과 함께 오스트리아-헝가리 제국이 해체되었다. 1918년 11월 16일에 헝가리 인민공화국이 수립되었고 카로이 미하이가 대통령으로 취임했다. 1919년 3월 21일에 헝가리 소비에트 공화국이 수립되면서 소멸되었다.